# 克瓦戈厄尔什
克瓦戈厄尔什，是匈牙利维斯普雷姆州所辖的一个村，总面积22.09平方公里，总人口812，人口密度36.8人/平方公里（2010年1月1日）。